# فرانك كومرفورد ووكر
فرانك كومرفورد ووكر (بالإنجليزية: Frank Comerford Walker)‏ (و. 1886 – 1959 م) هو سياسي، ومحامي من الولايات المتحدة الأمريكية.
وهو عضو في الحزب الديمقراطي الأمريكي.
توفي في مدينة نيويورك.